# Dingwall Designer Guitars
Dingwall Designer Guitars, ofta bara Dingwall, är ett kanadensiskt företag som bygger skräddarsydda elgitarrer och elbasar, framförallt är de kända för elbasarna. De lämnar stora valmöjligheter åt kunden för att försöka nå ut till så många som möjligt. Samtliga basar byggs med bandsystemet Fanned Frets vilket betyder att banden inte är parallella utan de börjar längst ut på halsen med en lutning ut från basisten för att sedan vändas inåt, vara helt vinkelrät vid 12:e bandet och sedan fortsätta till att luta in mot basen. Detta för att ge en bättre intonation och för att underlätta dynamiskt spelande.